# Cucullia albida
Cucullia albida är en fjärilsart som beskrevs av Arnold Spuler 1908. Cucullia albida ingår i släktet Cucullia och familjen nattflyn. Inga underarter finns listade i Catalogue of Life.